# KTRC
KTRC ist eine Progressive Talk Radio Station in Santa Fe, New Mexico. Die Station versorgt die Santa Fe Area.
Übertragen werden die Shows von Stephanie Miller, Thom Hartmann, Leslie Marshall, Mike Malloy, Norman Goldman, Bill Press und die Show Overnight America. Die stündlichen Nachrichten kommen von NBC News Radio.
Die Station ging 1992 als KVSF auf Sendung und wechselte 2002 zu KTRC.